# Cerapheles terminatus
Cerapheles terminatus är en skalbaggsart som först beskrevs av Ménétriés 1832.  Cerapheles terminatus ingår i släktet Cerapheles, och familjen Malachiidae. Arten har ej påträffats i Sverige.